# 西城区阜成门内大街93号四合院
39°55′26″N 116°22′12″E / 39.923982°N 116.369977°E
西城区阜成门内大街93号四合院是位于北京市西城区阜成门内大街93号的一座四合院。

## 简介
该四合院建于中华民国时期，整体建筑坐北朝南，属于中型四合院。该四合院共分为三进，中院有正厅五间，屋面由石板相叠，门窗均是砖砌拱券式，东西厢房各三间。后院北房三间，东西厢房各三间。整个四合院建筑格局完整，建筑保存较为完好。
该院于1989年被列为西城区文物保护单位。2003年被列为北京市文物保护单位。